# Wioślarstwo na Letnich Igrzyskach Olimpijskich 2008 – ósemka mężczyzn
Ósemka mężczyzn (M8+) – konkurencja rozgrywana podczas Letnich Igrzysk Olimpijskich 2008 w Pekinie między 9 a 16 sierpnia w Parku Olimpijskim Shunyi.

## Harmonogram konkurencji
Wszystkie godziny w standardowym czasie chińskim (UTC+08:00)
| Godzina                        | Wydarzenie  | Runda      |
| ------------------------------ | ----------- | ---------- |
| Poniedziałek, 11 sierpnia 2008 | 15:10-15:30 | Eliminacje |
| Wtorek, 12 sierpnia 2008       | 17:10-17:20 | Repasaże   |
| Sobota, 16 sierpnia 2008       | 15:20-15:30 | Finał B    |
| Niedziela, 17 sierpnia 2008    | 17:30-17:40 | Finał A    |

## Medaliści
| Złoto | Srebro | Brąz |
| Kanada · Kevin Light · Ben Rutledge · Andrew Byrnes · Jake Wetzel · Malcolm Howard · Dominic Seiterle · Adam Kreek · Kyle Hamilton · Brian Price | Wielka Brytania · Alex Partridge · Tom Stallard · Tom Lucy · Richard Egington · Josh West · Alastair Heathcote · Matthew Langridge · Colin Smith · Acer Nethercott | Stany Zjednoczone · Beau Hoopman · Matt Schnobrich · Micah Boyd · Wyatt Allen · Dan Walsh · Steven Coppola · Josh Inman · Bryan Volpenhein · Marcus McElhenney |

## Wyniki

### Eliminacje
Reguła kwalifikacji: 1 → FA, 2.. → R

#### Eliminacje 1
| Miejsce | Zawodnik | Kraj      | Czas    | Uwagi |
| ------- | --- | --------- | ------- | ----- |
| 1       | Kevin Light Ben Rutledge Andrew Byrnes Jake Wetzel Malcolm Howard Dominic Seiterle Adam Kreek Kyle Hamilton Brian Price                                      | Kanada    | 5:27,69 | FA    |
| 2       | Sebastian Kosiorek Michał Stawowski Patryk Brzeziński Sławomir Kruszkowski Rafał Hejmej Marcin Brzeziński Wojciech Gutorski Mikołaj Burda Daniel Trojanowski | Polska    | 5:34,95 | R     |
| 3       | Olivier Siegelaar Rogier Blink Meindert Klem Jozef Klaassen David Kuiper Mitchel Steenman Olaf van Andel Diederik Simon Peter Wiersum                        | Holandia  | 5:40,43 | R     |
| 4       | David Dennis Samuel Loch James Chapman Tom Laurich Jeremy Stevenson James Tomkins Sam Conrad Stephen Stewart Marty Rabjohns                                  | Australia | 6:55,59 | R     |

#### Eliminacje 2
| Miejsce | Zawodnik | Kraj              | Czas    | Uwagi |
| ------- | --- | ----------------- | ------- | ----- |
| 1       | Alex Partridge Tom Stallard Tom Lucy Richard Egington Josh West Alastair Heathcote Matthew Langridge Colin Smith Acer Nethercott         | Wielka Brytania   | 5:25,89 | FA    |
| 2       | Beau Hoopman Matt Schnobrich Micah Boyd Wyatt Allen Dan Walsh Steven Coppola Josh Inman Bryan Volpenhein Marcus McElhenney               | Stany Zjednoczone | 5:29,60 | R     |
| 3       | Qu Xiaoming Wang Jingfeng Liu Zhen He Yi Zheng Chuanqi Zhou Yinan Zhang Yongqiang Wang Xiangdang Zhang Dechang                           | Chiny             | 5:35,09 | R     |
| 4       | Florian Eichner Sebastian Schmidt Matthias Flach Philipp Naruhn Jochen Urban Florian Mennigen Kristof Wilke Andreas Penkner Peter Thiede | Niemcy            | 5:37,56 | R     |

### Repasaże
Reguła kwalifikacji: 1-4 → FA, 5... → FB
| Miejsce | Zawodnik | Kraj              | Czas    | Uwagi |
| ------- | --- | ----------------- | ------- | ----- |
| 1       | Beau Hoopman Matt Schnobrich Micah Boyd Wyatt Allen Dan Walsh Steven Coppola Josh Inman Bryan Volpenhein Marcus McElhenney                                   | Stany Zjednoczone | 5:38,95 | FA    |
| 2       | Olivier Siegelaar Rogier Blink Meindert Klem Jozef Klaassen David Kuiper Mitchel Steenman Olaf van Andel Diederik Simon Peter Wiersum                        | Holandia          | 5:40,31 | FA    |
| 3       | David Dennis Samuel Loch James Chapman Tom Laurich Jeremy Stevenson James Tomkins Sam Conrad Stephen Stewart Marty Rabjohns                                  | Australia         | 5:42,62 | FA    |
| 4       | Sebastian Kosiorek Michał Stawowski Patryk Brzeziński Sławomir Kruszkowski Rafał Hejmej Marcin Brzeziński Wojciech Gutorski Mikołaj Burda Daniel Trojanowski | Polska            | 5:42,92 | FA    |
| 5       | Qu Xiaoming Wang Jingfeng Liu Zhen He Yi Zheng Chuanqi Zhou Yinan Zhang Yongqiang Wang Xiangdang Zhang Dechang                                               | Chiny             | 5:42,97 | FB    |
| 6       | Florian Eichner Sebastian Schmidt Matthias Flach Philipp Naruhn Jochen Urban Florian Mennigen Kristof Wilke Andreas Penkner Peter Thiede                     | Niemcy            | 5:47,05 | FB    |

### Finał B
| Miejsce | Zawodnik | Kraj   | Czas    | Uwagi |
| ------- | --- | ------ | ------- | ----- |
| 1       | Qu Xiaoming Wang Jingfeng Liu Zhen He Yi Zheng Chuanqi Zhou Yinan Zhang Yongqiang Wang Xiangdang Zhang Dechang                           | Chiny  | 5:34,59 |       |
| 2       | Florian Eichner Sebastian Schmidt Matthias Flach Philipp Naruhn Jochen Urban Florian Mennigen Kristof Wilke Andreas Penkner Peter Thiede | Niemcy | 5:36,89 |       |

### Finał A
| Miejsce | Zawodnik | Kraj              | Czas    | Uwagi |
| ------- | --- | ----------------- | ------- | ----- |
|         | Kevin Light Ben Rutledge Andrew Byrnes Jake Wetzel Malcolm Howard Dominic Seiterle Adam Kreek Kyle Hamilton Brian Price                                      | Kanada            | 5:23,89 |       |
|         | Alex Partridge Tom Stallard Tom Lucy Richard Egington Josh West Alastair Heathcote Matthew Langridge Colin Smith Acer Nethercott                             | Wielka Brytania   | 5:25,11 |       |
|         | Beau Hoopman Matt Schnobrich Micah Boyd Wyatt Allen Dan Walsh Steven Coppola Josh Inman Bryan Volpenhein Marcus McElhenney                                   | Stany Zjednoczone | 5:25,34 |       |
| 4       | Olivier Siegelaar Rogier Blink Meindert Klem Jozef Klaassen David Kuiper Mitchel Steenman Olaf van Andel Diederik Simon Peter Wiersum                        | Holandia          | 5:29,26 |       |
| 5       | Sebastian Kosiorek Michał Stawowski Patryk Brzeziński Sławomir Kruszkowski Rafał Hejmej Marcin Brzeziński Wojciech Gutorski Mikołaj Burda Daniel Trojanowski | Polska            | 5:31,42 |       |
| 6       | David Dennis Samuel Loch James Chapman Tom Laurich Jeremy Stevenson James Tomkins Sam Conrad Stephen Stewart Marty Rabjohns                                  | Australia         | 5:35,10 |       |